# Даулатпур (город, Маникгандж)
Даулатпур (бенг. দৌলতপুর, англ. Daulatpur) — город в центральной части Бангладеш, административный центр одноимённого подокруга. Площадь города равна 4,13 км². По данным переписи 2001 года, в городе проживало 5325 человек, из которых мужчины составляли 51,19 %, женщины — соответственно 48,81 %. Уровень грамотности населения составлял 32,8 % (при среднем по Бангладеш показателе 43,1 %). 